# Districte municipal de Kaišiadorys
El Districte municipal Kaišiadorys (en lituà: Kaišiadorių rajono savivaldybė) és un dels 60 municipis de Lituània, situat dins del comtat de Kaunas. El centre administratiu del municipi és la ciutat Kaišiadorys.

## Estructura
- 2 ciutats : Kaišiadorys i Žiežmariai;
- 3 pobles : Kruonis, Rumšiškės i Žasliai;
- 401 viles

## Seniūnijos del districte municipal Kaišiadorys

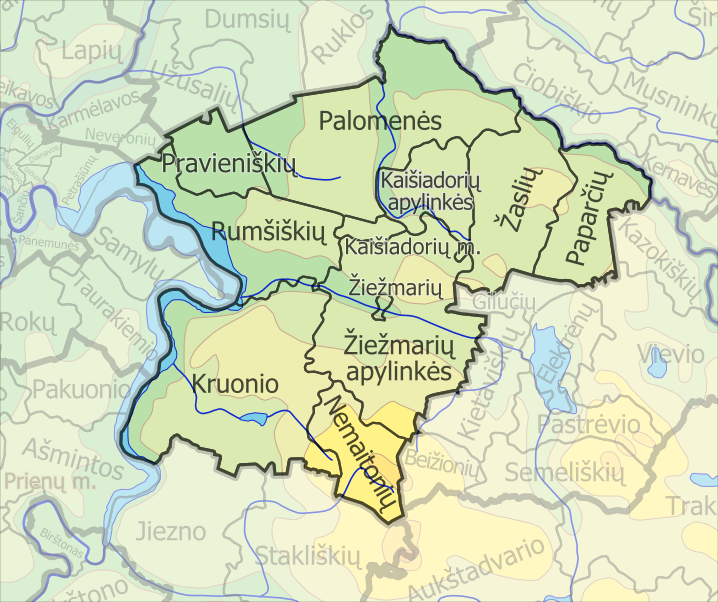
Mapa del districte

- Kaišiadorių apylinkės seniūnija (Kaišiadorys)
- Kaišiadorių miesto seniūnija (Kaišiadorys)
- Kruonio seniūnija (Kruonis)
- Nemaitonių seniūnija (Varkalės)
- Palomenės seniūnija (Palomenė)
- Paparčių seniūnija (Paparčiai)
- Pravieniškių seniūnija (Pravieniškės II)
- Rumšiškių seniūnija (Rumšiškės)
- Žaslių seniūnija (Žasliai)
- Žiežmarių seniūnija (Žiežmariai)
- Žiežmarių apylinkės seniūnija (Žiežmariai)